# Economie politică

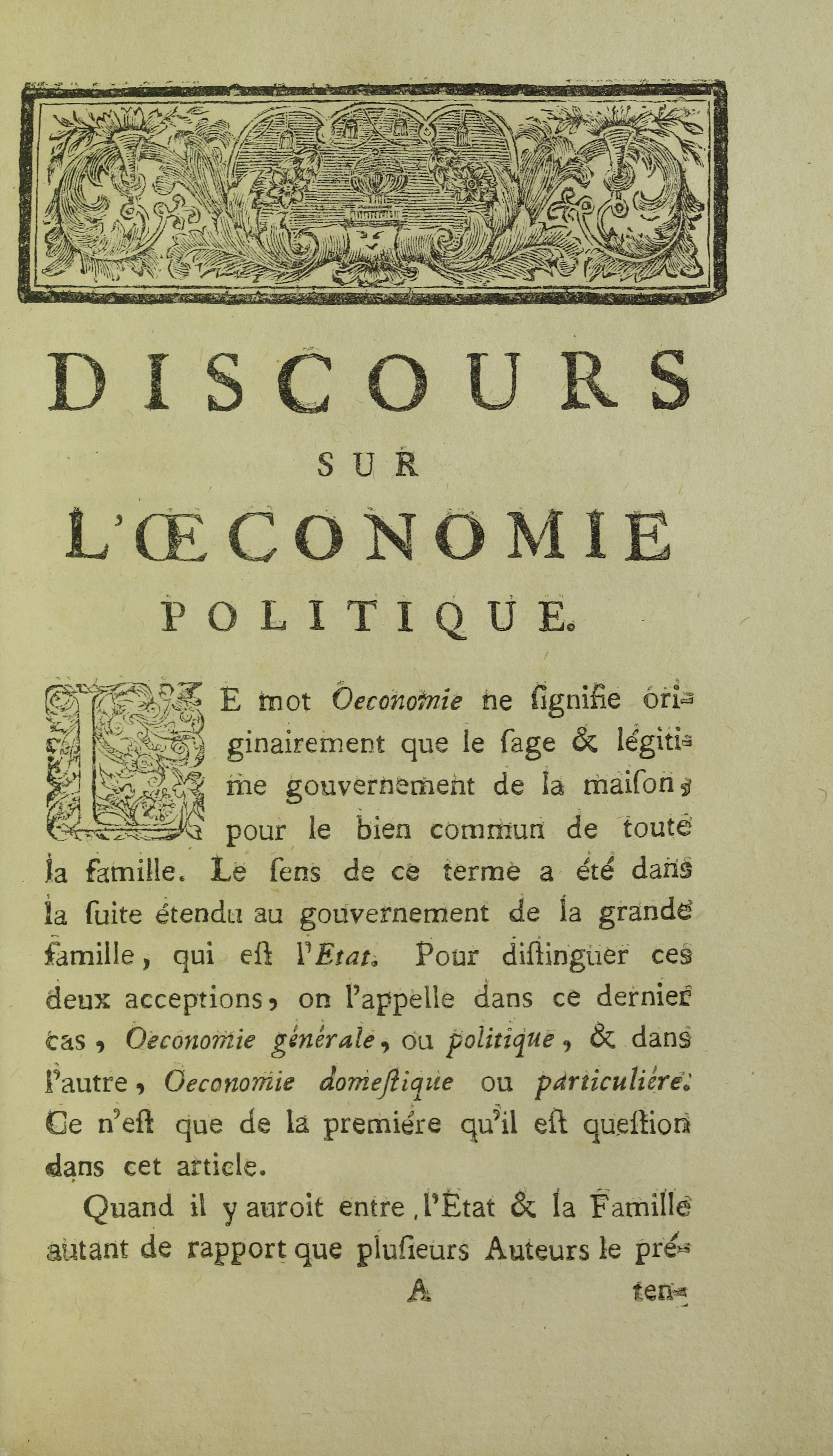
Jean-Jacques Rousseau, Discours sur l'oeconomie politique, 1758

Economia politică sau știința economică de ansamblu, este o ramură a științelor economice. Termenul de economie politică a fost consacrat în anul 1615 în Traicté de l'œconomie politique (Tratat de economie politică), de Antoine de Montchrestien și desemna pe atunci știința producției și distribuția bogăției la nivel de țară. Tratatul a fost scris pentru suveranul de atunci al Franței, Ludovic al XIII-lea, tatăl lui Ludovic al XIV-lea. Numele provine de la grecescul "politeia" (ordine socială) și "oikonomia" ("oikos" = casă, gospodărie; "nomos" = lege).
Ideile și teoriile economice au apărut încă din Evul Mediu, însă cunoștințele economice erau integrate în diferite sisteme de gândire. La început, economia politică  a fost cultivată de filozofi ca Thomas Hobbes, John Locke, Joseph Hume, oameni de afaceri și oameni politici ca: Thomas Morus, John Temple, Duc de Sully, Johan de Witt, Richard Cantillon, Benjamin Franklin și de medici ca Nicholas Barbon și François Quesnay.

## Definiție
Economia politică a fost termenul original pentru studiul producției, acțiunilor de vânzare și cumpărare și a relațiilor acestora cu legile, vămile și guvernul. Aceasta s-a dezvoltat în secolul al XVIII-lea ca un studiu al economiilor statelor. Spre deosebire de teoria fiziocraților în cadrul căreia pământul era văzut ca o sursă a bunăstării tuturor, economiștii care studiau economia politică au propus teoria valorii muncii (introdusă pentru prima oară de John Locke, dezvoltată mai târziu de Adam Smith și Karl Marx), conform căreia munca este o sursă reală de valoare. Economiștii preocupați de economia politică au atras, de asemenea atenția asupra dezvoltării accelerate a tehnologiei, al cărei rol în relațiile economice și sociale a devenit foarte importantă.
La sfârșitul secolului XIX, termenul „economie politică“ a fost înlocuit cu termenul economie care a fost folosit de acei care încercau să situeze studiul economiei pe o bază matematică și axiomatică, în loc să studieze relațiile structurale din cadrul producției și consumului.
Termenul economia politică este folosit pentru a se face referință la studiile interdisciplinare din domeniile economiei, dreptului, științelor politice, pentru a înțelege în ce mod influențează instituțiile politice și mediul politic, comportamentul pieței. În cadrul științelor politice, termenul se referă la liberalul modern, la teoriile marxiste realiste și constructive în ceea ce privește relația dintre puterile economică și politică dintre state. Acesta este un subiect de studiu pentru studenții istoriei economice și economiei instituționale.
Economiștii asociază în mod frecvent termenul „economie politică“ cu teoria jocurilor. Economia politică internațională este o ramură a economiei care studiază politicile monetare și fiscale care au un efect asupra comerțul internațional. Antropologii, sociologii și geografii folosesc termenul „economie politică“ pentru a face referire la aproximările neo-marxiste în cazul dezvoltării și subdezvoltării exprimate de Andre Gunder Frank și Immanuel Wallerstein.

## Istoria economiei politice
Mercantilismul, care a dominat gândirea economică între secolul al XVI-lea și mijlocul secolului al XVIII-lea, prefigurează sensul modern restrâns al termenului „economie politică” interesat fiind doar de îmbogățirea prințului.
Mai apoi, Pierre de Boisguilbert, Richard Cantillon și François Quesnay au fondat școala fiziocraților care considerau că bogăția unei națiuni constă din bogăția tuturor locuitorilor săi. Studiind formarea acestei bogății, fiziocrații concluzionau că puterea statului trebuie să intervină cât de puțn posibil în viața economică, creînd și tradiția liberală care a dominat gândirea economică până la sfârșitul secolului al XIX-lea. Răspunsul lor la întrebarea asupra politicii economice a statului este în mod substanțial acela că nu este dorită. Ei sunt adepți ai tradiției liberale a filosofiei politice inaugurate de John Locke și continuate de Frédéric Bastiat (1801-1850).
Tema intervenției statului a fost transmisă în principal în onoarea lui Karl Marx, care făcea din teoriile sale asupra crizelor generalizate ale superproducției punctul de plecare și rezultatul asupra crizei generale a sistemului capitalist în economia politică, iar soluția propusă de el era capitalul de stat provenit din naționalizarea mijloacelor de producție.
John Maynard Keynes a făcut economie politică împreună cu Franklin Delano Roosevelt în momentul în care economia Statelor Unite trecea de la un «capitalism sălbatic» la un «capitalism moderat» de intervenția statului care avea un rol de control.